# فيزياء ساذجة
الفيزياء الساذجة (بالإنجليزية: Naïve physics)‏ أو الفيزياء الشعبية (بالإنجليزية: Folk physics)‏ هي الإدراك البشري غير المدرب للظواهر الفيزيائية الأساسية في مجال الذكاء الاصطناعي، تعد دراسة الفيزياء الساذجة جزءًا من الجهود المبذولة لإضفاء الطابع الرسمي على المعرفة المشتركة للبشر.
العديد من أفكار الفيزياء الشعبية هي تبسيط أو سوء فهم لظواهر مفهومة جيدًا غير قادرة على إعطاء تنبؤات مفيدة للتجارب التفصيلية أو ببساطة تتناقض مع ملاحظات أكثر دقة، قد تكون في بعض الأحيان صحيحة أو تكون صحيحة في حالات محدودة معينة، أو تكون صحيحة كتقريب أولي جيد لتأثير أكثر تعقيدًا، أو تتوقع نفس التأثير ولكنها تسيء فهم الآلية الأساسية.
يمكن أيضًا تعريف الفيزياء الساذجة على أنها فهم بديهي لجميع البشر عن الأشياء في العالم المادي. يتعمق علماء النفس المعرفي في هذه الظواهر بنتائج واعدة، تشير الدراسات النفسية إلى أن بعض مفاهيم العالم المادي فطرية فينا جميعًا.

## أمثلة
تتضمن بعض الأمثلة على الفيزياء الساذجة قواعد الطبيعة المفهومة بشكل عام أو الحدسية أو اليومية:
- ما طار طير وارتفع إلا كما طار وقع
- يسقط الجسم المسقَط مباشرة لأسفل
- لا يمكن أن يمر جسم صلب عبر جسم صلب آخر
- يستوعب الفراغ الأشياء داخله
- الكائن إما في حالة حركة أو سكون، بالمعنى المطلق
- حدثان إما متزامنان أو لا

شكلت العديد من هذه الأفكار والأفكار المماثلة الأساس للأعمال الأولى في صياغة وتنظيم الفيزياء من قبل أرسطو وعلوم العصور الوسطى في الحضارة الغربية. في علم الفيزياء الحديث تناقضوا تدريجياً مع عمل غاليليو ونيوتن وغيرهم، استمرت فكرة التزامن المطلق حتى عام 1905 عندما فقدت النظرية النسبية الخاصة وتجاربها الداعمة مصداقيتها.

## البحث النفسي
إن التعقيد المتزايد للتكنولوجيا يجعل من الممكن إجراء المزيد من الأبحاث حول اكتساب المعرفة، يقيس الباحثون الاستجابات الفسيولوجية (مثل معدل ضربات القلب أو حركة العين) لتحديد رد الفعل لمنبه معين، البيانات الفسيولوجية الملموسة مفيدة عند ملاحظة سلوك الرضع لأن الرضع لا يمكنهم استخدام الكلمات لشرح الأشياء (مثل ردود أفعالهم) بالطريقة التي يمكن لمعظم البالغين أو الأطفال الأكبر سنًا.
يعتمد البحث في الفيزياء الساذجة على التكنولوجيا لقياس نظرة العين ووقت رد الفعل على وجه الخصوص، من خلال الملاحظة يعرف الباحثون أن الأطفال يشعرون بالملل عند النظر إلى نفس الحافز بعد فترة زمنية معينة، هذا الملل يسمى التعود، فعندما يعتاد الرضيع بما يكفي على التحفيز فإنه عادة ما ينظر بعيدًا وينبه المجرب إلى الملل. عند هذه النقطة سيقدم المجرب حافزًا آخر، سوف يصاب الرضيع بالعجز من خلال متابعة التحفيز الجديد، وفي كل حالة يقيس المجرب الوقت الذي يستغرقه الطفل للتعود على كل منبه.
يستنتج الباحثون أنه كلما استغرق الطفل وقتًا أطول للتعود على منبه جديد كلما انتهك توقعاته أو الظواهر الجسدية أكثر. عندما يلاحظ شخص بالغ وهمًا بصريًا يبدو مستحيلًا جسديًا سيهتم به حتى يصبح منطقيًا، حتى وقت قريب اعتقد علماء النفس أن فهمنا للقوانين الفيزيائية ينبثق تمامًا من التجربة، لكن الأبحاث تظهر أن الرضع -الذين ليس لديهم حتى الآن مثل هذه المعرفة التوسعية للعالم- لديهم نفس رد الفعل الممتد للأحداث التي تتحدى ما هو ممكن جسديًا، وتخلص مثل هذه الدراسات إلى أن جميع الناس يولدون بقدرة فطرية على فهم العالم المادي.
استعرض سميث وكاساتي (1994) التاريخ المبكر للفيزياء الساذجة وخاصة دور عالم النفس الإيطالي باولو بوزي.

### أنواع التجارب
يتضمن الإجراء التجريبي الأساسي لدراسة الفيزياء الساذجة ثلاث خطوات: التنبؤ بتوقع الرضيع، وانتهاك هذا التوقع، وقياس النتائج. كما ذكر أعلاه فإن الحدث المستحيل جسديًا يلفت انتباه الرضيع لفترة أطول مما يشير إلى مفاجأة عندما تنتهك التوقعات.

#### الصلابة
تتضمن التجربة التي تختبر معرفة الطفل بالصلابة حدثًا مستحيلًا لجسم صلب يمر من خلال آخر، أولاً يظهر للطفل مربعًا مسطحًا صلبًا يتحرك من 0 درجة إلى 180 درجة في شكل قوس، بعد ذلك يتم وضع كتلة صلبة في مسار الشاشة، مما يمنعها من إكمال نطاقها الكامل للحركة. يعتاد الرضيع على هذا الحدث لأنه ما يتوقعه أي شخص، ثم يقوم المجرب بإنشاء الحدث المستحيل، وتمر الشاشة الصلبة عبر الكتلة الصلبة. يتشوش الرضيع بسبب الحدث ويأخذ فترة أطول مما يأخذها في تجربة الحدث المحتمل.

#### الإطباق
يختبر حدث الإطباق معرفة وجود كائن حتى إذا لم يكن مرئيًا على الفور، أطلق جان بياجيه في الأصل على هذا الكائن مفهوم الدوام، عندما شكل بياجيه نظريته التنموية في الخمسينيات من القرن الماضي ادعى أن ديمومة الأشياء يتم تعلمها وليست فطرية، وتُعد لعبة الأطفال peek-a-boo (ملاعبة الطفل بقصد خضه) مثالًا كلاسيكيًا على هذه الظاهرة، وهي ظاهرة تحجب فهم الأطفال الحقيقيين على الدوام. لدحض هذه الفكرة يقوم المجرب بتصميم حدث إطباق مستحيل، حيث يظهر الطفل كتلة وشاشة شفافة، يعتاد الرضيع، ثم يتم وضع لوحة صلبة أمام الأشياء لمنعها من الرؤية، عند إزالة اللوحة تختفي الكتلة ولكن تظل الشاشة. يرتبك الرضيع لأن الكتلة اختفت مما يشير إلى أنه يدرك أن الأشياء تحافظ على موقعها في الفضاء ولا تختفي ببساطة.

#### الاحتواء
يختبر حدث احتواء إدراك الرضيع بأن جسمًا أكبر من الحاوية لا يمكن أن يتناسب تمامًا مع تلك الحاوية، حددت إليزابيث سبيلك -أحد علماء النفس الذين أسسوا حركة الفيزياء الساذجة- مبدأ الاستمرارية الذي ينقل الفهم بأن الأشياء موجودة باستمرار في الزمان والمكان. يتوقف كل من تجارب الإطباق والاحتواء على مبدأ الاستمرارية، في التجربة يظهر للطفل اسطوانة طويلة ووعاء أسطواني طويل. يوضح المجرب أن الأسطوانة الطويلة تناسب الحاوية الطويلة ويشعر الطفل بالملل من النتائج الفيزيائية المتوقعة، ثم يقوم المجرب بوضع الأسطوانة الطويلة تمامًا في حاوية أسطوانية أقصر بكثير، والحدث المستحيل يربك الرضيع. يدل الانتباه الممتد على فهم الرضيع بأن الحاويات لا يمكنها حمل أشياء يتجاوز ارتفاعها.

#### بحث بيلارغيون
جلبت النتائج المنشورة لـ رينيه بيلارغيون المعرفة الفطرية لطليعة البحث النفسي، تركزت طريقة بحثها على تقنية التفضيل البصري، درست بيلارجيون وأتباعها كيف يُظهر الرضع تفضيلهم على أحد المحفزات على الآخر، يحكم المختبرون التفضيل حسب طول الوقت الذي سيحدق فيه الرضيع في التحفيز قبل التعود، ويعتقد الباحثون أن التفضيل يشير إلى قدرة الرضيع على التمييز بين الحدثين.